# Какамега (город)
Какамега (суахили Kakamega) — город в Кении, административный центр Западной провинции страны. Входит в состав одноимённого округа.

## География
Город Какамега находится в 30 км к северу от экватора и примерно в 52 км к северу от города Кисуму, который расположен на берегу озера Виктория. Высота города составляет 1523 м над уровнем моря.

## История
В начале 1930-х годов в районе города отмечалась золотая лихорадка.

## Население
По данным на 2012 год население города составляет 73 567 человек; по данным переписи 1999 года оно насчитывало 57 128 человек. Население состоит главным образом из представителей этнической группы лухья, которая относится к народам банту.
Город является центром одноимённой католической епархии.

## Инфраструктура
В Какамега располагается крупнейшая кенийская фирма по производству сахара Mumias Sugar.
В 2006 году в центре Какамега был основан Университет науки и техники им. Масинде Мулиро (Masinde Muliro University of Science and Technology). В городе проводится Национальный театральный фестиваль.

## Достопримечательности
Основной достопримечательностью местности является национальный лесной заповедник Какамега. Другая достопримечательность — Плачущая скала Илеси (Crying Stone of Ilesi) — скала высотой 40 м, напоминающая человеческую фигуру, из «глаз» которой падает вода. Скала находится в 5 км от центра города, близ дороги, ведущей в город Кисуму.

## Известные уроженцы
- Вадонго, Эванс - кенийский изобретатель.